# Шимоново
Шимоново (пол. Szymonowo) — село в Польщі, у гміні Малдити Острудського повіту Вармінсько-Мазурського воєводства.
Населення — 272 особи (2011).
У 1975-1998 роках село належало до Ольштинського воєводства.

## Демографія
Демографічна структура станом на 31 березня 2011 року:
|          | Загалом | Допрацездатний вік | Працездатний вік | Постпрацездатний вік |
| -------- | ------- | ------------------ | ---------------- | -------------------- |
| Чоловіки | 139     | 31                 | 99               | 9                    |
| Жінки    | 133     | 43                 | 60               | 30                   |
| Разом    | 272     | 74                 | 159              | 39                   |